# Saint-Martin-de-Brômes
Saint-Martin-de-Brômes ist eine Gemeinde mit 632 Einwohnern (Stand 1. Januar 2022) in Südfrankreich. Sie gehört zur Region Provence-Alpes-Côte d’Azur, zum Département Alpes-de-Haute-Provence, zum Arrondissement Forcalquier und zum Kanton Valensole.

## Lage
Das Gemeindegebiet wird vom Fluss Colostre durchquert, in den hier sein Zufluss Pinet einmündet.
Saint-Martin-de-Brômes grenzt im Norden an Valensole, im Osten an Allemagne-en-Provence, im Süden an Esparron-de-Verdon, im Südwesten an Saint-Julien und im Westen an Gréoux-les-Bains.

## Bevölkerungsentwicklung
| Jahr      | 1962 | 1968 | 1975 | 1982 | 1990 | 1999 | 2008 | 2012 |
| --------- | ---- | ---- | ---- | ---- | ---- | ---- | ---- | ---- |
| Einwohner | 167  | 222  | 217  | 224  | 339  | 403  | 512  | 554  |

## Sehenswürdigkeiten
- Kirche Saint-Martin, Monument historique

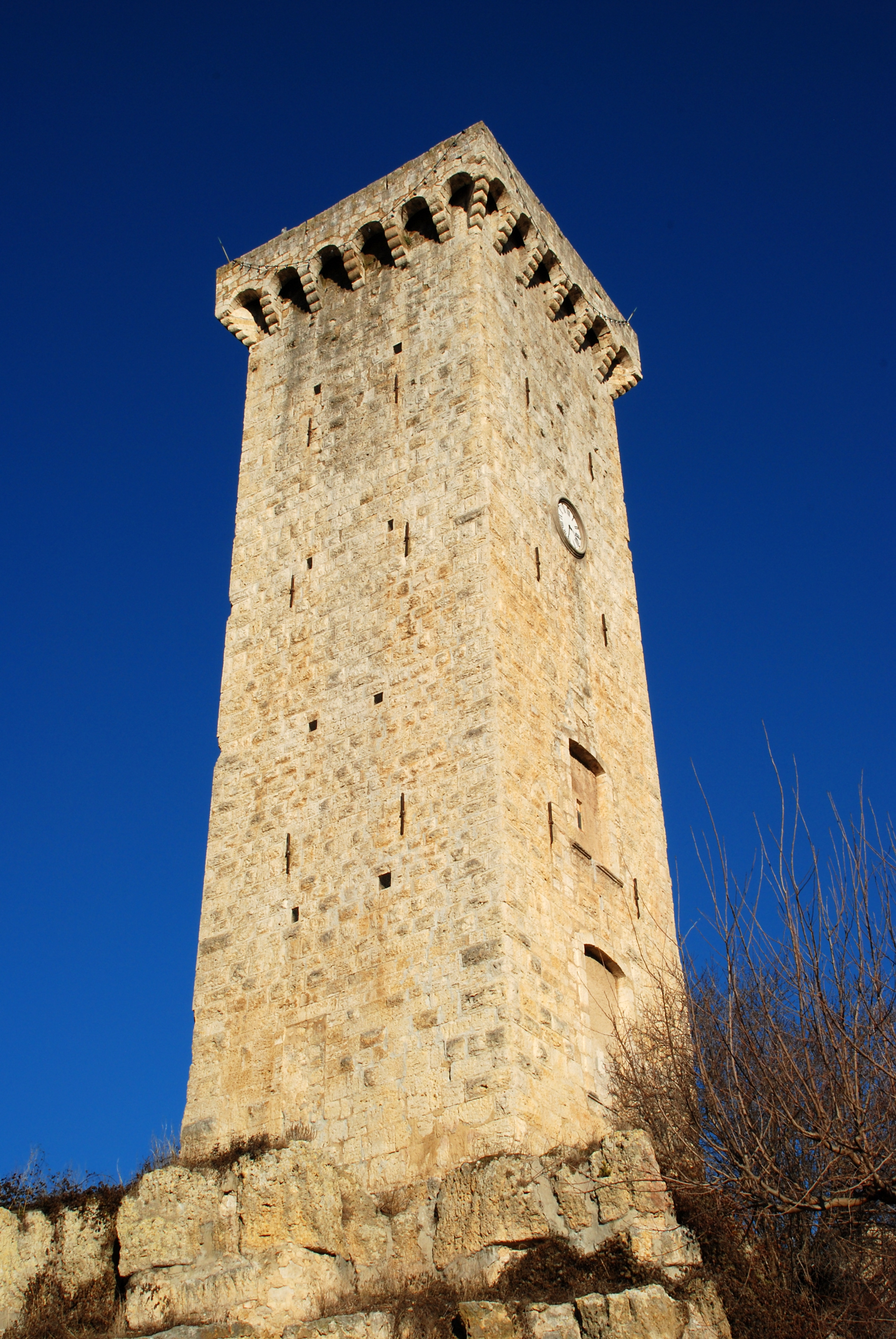
Uhrturm

- Uhrturm, Monument historique